# Скарби затонулих кораблів
«Скарби затонулих кораблів» (рос. Сокровища затонувших кораблей) — радянський мультфільм про підводну подорож трьох дітей з піонерського табору, знятий на кіностудії «Союзмультфільм» 1973 року. Новий сплеск інтересу до мультфільму стався 2022 року у зв'язку з кількома випадковими збігами між мультфільмом і знищенням російського крейсера «Москва».

## Сюжет
Мультфільм розповідає, як троє дітей з піонерського табору шукали в морі затонулий корабель із золотом для свого чорношкірого друга Мвамби та дітей його країни. Вони вирушили в море на надувному матраці, який затонув. Дітей врятували дельфіни і допомогли дістатись наукового підводного апарату «Нептун-25». Освоївши керування підводним апаратом, діти дослідили морське дно і знайшли затонулий корабель, який виявився німецьким есмінцем часів Другої світової війни. З корабля випливла торпеда та навелась на «Нептун-25». Після тривалої погоні торпеда зламалась і зупинилась в купі металолому. Здавши на металолом торпеду та метал, зібраний іншими піонерами, діти купили подарунки для Мвамби та дітей з його бідної країни.

## Озвучування
- Люсьєна Овчиннікова, Людмила Гнілова, Ніна Гуляєва — піонери
- Світлана Немоляєва — піонервожата
- Василь Ліванов — професор Карпов

## Збіги зі знищенням крейсера «Москва»
Присутній у мультфільмі підводний човен «Нептун-25» збігається за назвою з українською крилатою ракетою «Нептун», за допомогою якої був знищений ракетний крейсер «Москва». На затопленому кораблі міститься символ, подібний до рашистської Z-символіки, а один з героїв мультфільму пояснює його значення: «фашистські есмінці позначались літерою Z».
Ці збіги спричинили хвилю зацікавленості мультфільмом і багато жартів.
17 квітня 2022 року з'явилась інформація про блокування «Скарбів затонулих кораблів» на YouTube-каналі «Мультики „Союзмультфильма“». Сам «Союзмультфільм» заперечив свою причетність до блокувань, заявивши, що цей YouTube-канал не є офіційним каналом кіностудії. Водночас на YouTube-каналі стверджується, що канал володіє ексклюзивною ліцензією на колекцію мультфільмів, створених студією «Союзмультфільм».